# Себешел (Алба)
Себешел (рум. Sebeșel) насеље је у Румунији у округу Алба у општини Сасчори. Општина се налази на надморској висини од 304 m.

## Историја
Према државном шематизму православног клира Угарске 1846. године ту је живело 145 породица, уз још филијарних 51. Месни пароси су тада поп Димитрије Поповић и поп Василије Ромозан.

## Становништво
Према подацима из 2002. године у насељу је живело 1233 становника.

### Попис2002.
| Расподела становништва по националности 2002.‍ | Расподела становништва по националности 2002.‍ | Расподела становништва по националности 2002.‍ | Расподела становништва по националности 2002.‍ | Расподела становништва по националности 2002.‍ |
| --------------------------------------------- | --------------------------------------------- | --------------------------------------------- | --------------------------------------------- | --------------------------------------------- |
|                                               |                                               |                                               |                                               |                                               |
| Румуни                                        | Румуни                                        |                                               | 1.223                                         | 99,2%                                         |
| Мађари                                        | Мађари                                        |                                               | 5                                             | 0,4%                                          |
| Роми                                          | Роми                                          |                                               | 5                                             | 0,4%                                          |